# Matthew Edwards (cầu thủ bóng đá)
Matthew Edwards (1882 – 1944) là một cầu thủ bóng đá thi đấu cho Barnsley, Crystal Palace và Doncaster Rovers. Edwards thi đấu cho Palace với chiến thắng gây sốc ở Cúp FA trước Newcastle ở 1907.